# 郝浴
郝浴（1623年—1683年），字冰滌，號雪海，後改號復陽，直隶定州人（今河北省保定市定州市），清朝直臣，官至广西巡抚。他是銀岡書院（今「周恩來同志少年讀書舊址紀念館」）的創建者。

## 生平
郝浴少有才名，為人剛直不阿。

### 初入仕途
顺治六年（1649年）进士，工部觀政，順治七年授刑部廣東司主事。顺治八年（1651年）改湖广道御史，本年巡按四川。
顺治九年（1652年），郝浴在保宁府主持四川乡试，南明大将孙可望所部数万人围城。郝浴传檄驻守绵州的平西王吴三桂，称“不死于贼，必死于法”，吴三桂犹豫月余才率部解围。解围之后，郝浴拒绝吴三桂的拉拢，且弹劾吴三桂拥兵观望，吴三桂怀恨在心。郝浴同时弹劾永宁总兵柏永馥临阵退缩，广元副将胡一鹏骄悍不法，副将董显忠等以署理司道的身份恣意虐民。柏永馥、胡一鹏被免官治罪，副将董显忠等改任原职。董显忠等在吴三桂的唆使下进京告状，郝浴被降级调任。

### 流放奉天
顺治十一年（1654年），大学士冯铨、成克巩、吕宫等再次推荐郝浴，意犹未已的吴三桂则上奏郝浴在《保宁奏捷疏》中自称“亲冒矢石”是为“冒功”，刑部定为死罪，顺治皇帝改为免死流放奉天，推荐郝浴的冯铨、成克巩、吕宫都受到降级留任的处分。郝浴在流放地以“格物致知”自勉，潜心研究理学。
順治十五年為尋訪剩人和尚來到鐵嶺，在南門內建此書院，收授門徒，廣交學者名流。
康熙十年（1671年），康熙帝东巡，在奉天接见郝浴，郝浴自述前后经历，康熙帝为之动容，慰劳良久，但仍未赦免他。
两年之后，吴三桂发动叛亂，兵部尚书王熙、给事中刘沛先又推荐郝浴，被部议否决。又过了两年，户部侍郎魏象枢上书说：“郝浴忠义过人，才能、操守、学问、见识在臣之上。如其在四川任官，怎肯俯首投降吴三桂？在朝做官，各有各的做法。当日吴三桂弹劾郝浴，如果吴三桂始终忠心，朝廷仍然寄予重任。郝浴不过就一老死流放地的书生，谁会过问他？如今吴三桂叛乱，天下无不痛恨吴三桂，也无不同情郝浴。郝浴在吴三桂称王拥兵之时，不畏惧屈服其威风权势，所以被其仇视。吴三桂所仇视之人，正是国家所选用之人，为什么要弃之不用呢？”康熙皇帝于是召还郝浴，仍授湖广道御史。
郝浴在鐵嶺居住了近十八年，直到康熙十四年（1675年）吳三桂反清被誅才得以官復原職。

### 巡抚广西
康熙十九年（1680年），郝浴出任广西巡抚。战乱之后，民生凋敝，郝浴奏请裁撤军队，选拔精锐，并奏请以盐米代替白银上交赋税，康熙皇帝均同意施行。当时满洲八旗准备撤回京师，郝浴上奏说巡抚直辖的抚标不宜裁撤，最终保留了一半部队。郝浴又奏请为殉国的巡抚马雄镇、傅弘烈建祠纪念，抚恤被叛将孙延龄杀害的知府刘浩、知县周岱生；傅弘烈当时挪用国库钱粮作为军饷，郝浴也予以抵扣。

### 卒於任上
康熙二十二年（1683年），郝浴病死于巡抚任上，棺椁北还，沿途数千里都有士人百姓流泪相送。广西布政使崔维雅署理巡抚，弹劾郝浴侵吞钱粮，朝廷派人查证属实，刑部定为免官追偿，清圣祖知道郝浴素称廉洁，挪用钱粮本为傅弘烈偿还军饷，改为免官，钱粮免于追缴。三年之后，郝浴之子郝林为父诉冤，郝浴被官复原职，并且派官祭祀。

## 身後
郝浴走後，人們為了紀念他，將他的書房闢為郝公祠，用來供奉和祭祠。銀岡書院一直是遼海地區的著名學府。停科舉後，這裡改為小學堂，二年後又改為勸學所。
1910年春，12歲的周恩來隨伯父來到東北，曾入銀岡書院學習半年。銀岡書院現占地1500平米，建築面積 420平方米，保留清代磚木結構硬山式建築15間，由門房、東西廂房、正房及郝公祠組成。
為緬懷周恩來同志，1979年正式將書院闢為「周恩來同志少年讀書舊址紀念館。
1988年，列為遼寧省文物保護單位。

## 著作
有《中山詩鈔》4卷、《文鈔》4卷，《中山史論》2卷、《中山奏議》4卷。

## 家庭
子：郝林，字中美。康熙二十一年进士，官至礼部侍郎，加尚书衔。

## 延伸阅读
[在维基数据编辑]
 《清史稿·卷270》，出自趙爾巽《清史稿》